# Рчеулишвили, Вахтанг Шалвович
Вахтанг Шалвович Рчеулишвили (груз. ვახტანგ შალვას ძე რჩეულიშვილი; 1 января 1954, Тбилиси — 13 апреля 2017, там же) — грузинский государственный деятель, заместитель председателя Парламента Грузии (1992—1995 и 1999—2003), лидер Социалистической партии Грузии, бизнесмен.

## Биография
Родился в семье известных грузинских юристов — Лидии Белявской и Шалвы Рчеулишвили.
В 1977 г. окончил физический факультет Тбилисского государственного университета.
С 1979 по 1982 г. являлся заместителем председателя республиканского Совета молодых учёных и специалистов, с 1982 по 1984 г. — заведующий лекторской группой ЦК ЛКСМ Грузии, инструктор ЦК КП Грузии. В 1985—1987 гг. — научный сотрудник Информационного центра социальных наук Академии наук Грузинской ССР, в 1987—1992 гг. — заместитель председателя Комитета защиты мира Грузинской ССР, председатель Внешнеэкономической ассоциации «Мир». Был политическим обозревателем Комитета телевидения и радио Грузинской ССР.
В 1992 г. был избран в грузинский парламент от политического объединения «Союз граждан Грузии», с 1992 по 1995 г. — заместитель председателя Парламента Грузии. В августе 1995 г. он получил незначительные ранения в результате покушения, нацеленного на президента Э. А. Шеварднадзе. В том же году вышел из «Союза граждан» и создал Социалистическую партию Грузии.
С 1995 г. являлся одним из лидеров политического блока «Возрождение Грузии». Избирался членом двух следующих созывов парламента Грузии (1995—1999, 1999—2003). Его партия, находившаяся в умеренном противостоянии администрации Шеварднадзе, также достигла значительных успехов на местных выборах 1998 г. В 1995—1999 гг. — председатель парламентской фракции «Социалист».
С 1996 г. — председатель Ассамблеи левоцентристских партий черноморских стран. В том же году по его инициативе был создан Экономический форум Грузии, занимающийся разработкой альтернативных проектов социально-экономического развития Грузии.
В 1999—2003 гг. — вновь заместитель председателя Парламента Грузии. В декабре 2002 года президент Эдуард Шеварднадзе назначил его своим специальным представителем по урегулированию грузино-осетинского конфликта. К ноябрю 2003 г. он снова объединился с Шеварднадзе, однако через несколько дней после Революции роз в декабре 2003 года он объявил об уходе из политики и ушёл в отставку в должности председателя Социалистической партии.
Вместе с женой Маей Рчеулишвили и её сестрой Русудан Кервалишвили, также бывшей заместителем Председателя парламента (2008—2012) являлся учредителями группы «Центр Пойнт Групп», крупнейшей девелоперской и строительной компании. В марте 2017 года Майя Рчеулишвили и Русудан Кервалишвили получили по 4 года тюрьмы за присвоение в 2004—2009 годах более 11 миллионов лари из средств дольщиков товарищества «Табукашвили 88», строящего жилой комплекс на площади Саакадзе в Тбилиси.
Сын, Гурам, окончил Лондонский университет.
Похоронен на Верийском кладбище